# Рыкающий Парнас
«Рыкающий Парнас» — литературно-художественный сборник  российских футуристов, выпущенный в 1914 году.

## История
Сборник был выпущен в 1914 году кубофутуристической группой «Гилея» в петербургском издательстве «Журавль» на деньги трёх художников: Ивана Пуни, его жены Ксаны Богуславской и Михаила Матюшина. Напечатан в петербургской типографии А. Лаврова и К° в старой орфографии.

### Конфискация и суд

Рисунок Давида Бурлюка, который цензура сочла непристойным

Тираж сборника был изъят из продажи, конфискован и уничтожен цензурой. Противостояние по поводу «Рыкающего Парнаса» стало самым крупным между футуристами и цензурным ведомством. У цензоров возникли претензии к трём рисункам, помещённым в книге. Суд состоялся в феврале 1914 года, ответчиком на нём был Матюшин. Давид Бурлюк и Павел Филонов, чьи рисунки изображали «неприлично оголённые мужские и женские тела», были признаны виновными по статье, подразумевавшей штраф до 500 рублей или арест на срок до трёх месяцев. Владимир Бурлюк, чей рисунок сочли пародией на изображение Георгия Победоносца, был приговорён к аресту до шести месяцев.
Издатели пошли на компромисс и изъяли из сборника рисунки, которые суд счёл непристойными. Однако арест с тиража «Рыкающего Парнаса» всё равно не снимали: окружной суд ссылался на «явно неблагопристойные выражения», которые содержатся в книге, однако какие именно имеются в виду — не уточнялось.
Матюшин, попытавшись спасти издание, обжаловал приговор в Санкт-Петербургской судебной палате. Однако решения окружных судов об аресте печатных произведений не подлежали обжалованию. В итоге уцелела только та часть тиража, которую Матюшину удалось распространить сразу после получения из типографии — по его словам, это около 200 экземпляров. Однако поэт Бенедикт Лившиц сообщает, что число спасённых материалов было значительно меньше — около десятка.
Литературовед Владимир Марков назвал «Рыкающий Парнас» величайшим раритетом среди футуристических изданий.

## Содержание
Участниками издания стали поэты Давид Бурлюк (также в качестве художника), Николай Бурлюк, Елена Гуро (посмертно), Василий Каменский, Алексей Кручёных, Бенедикт Лившиц, Владимир Маяковский, Игорь Северянин, Велимир Хлебников, художники Владимир Бурлюк, Иван Пуни, Ольга Розанова, Павел Филонов.
Хлебников фигурирует в сборнике под двумя именами: манифест подписан Виктор Хлебников (таково реальное имя поэта), а стихотворения — Владимир Хлебников. Владимир Марков считает, что это произошло по недосмотру готовившего сборник Давида Бурлюка. Произведение «Дети Выдры», жанр которого Хлебников определял как сверхповесть, дано не отдельно, а под общим заголовком «Стихи».
Стихотворение «Нате!» Маяковского было напечатано впервые, а стихотворение «Пробиваясь кулаками» позже публиковалось в несколько изменённом виде под заголовком «Ничего не понимают».
Книга завершается таблицей соответствия музыкальных звуков звукам русского языка, составленной Гавриилом Елачичем.

### Манифест «Идите к чёрту»

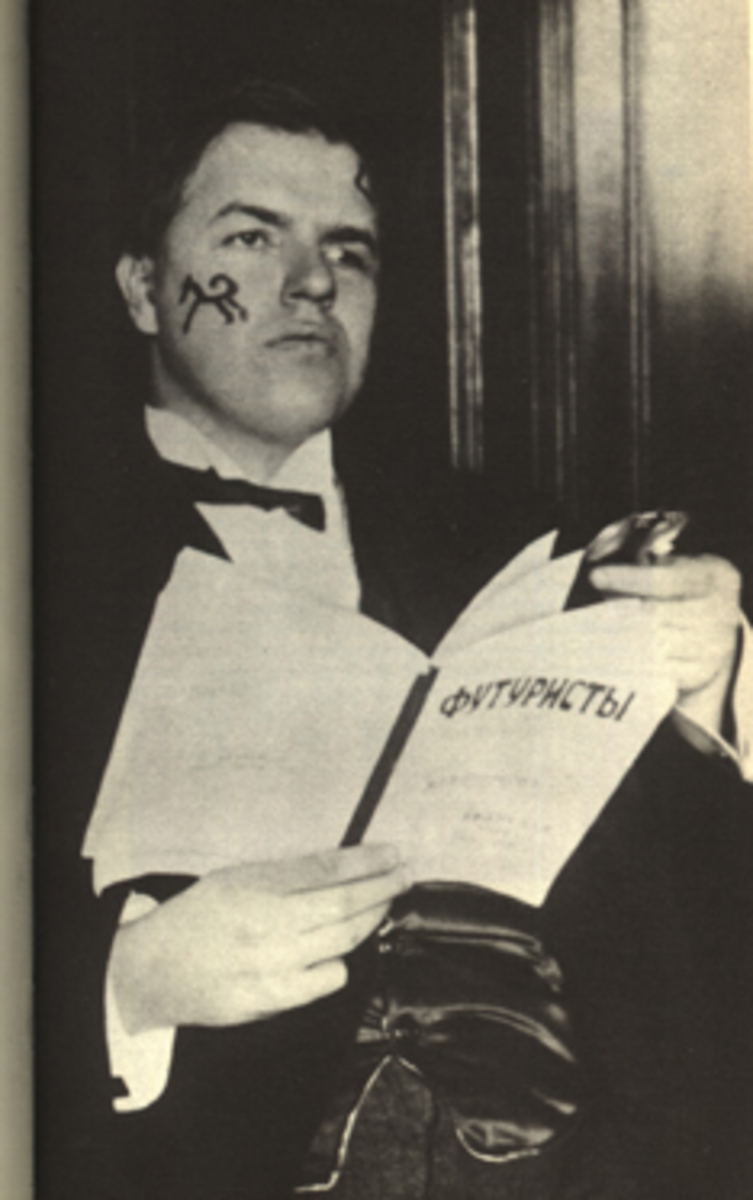
Давид Бурлюк

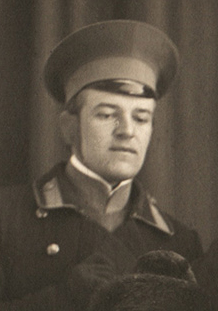
Николай Бурлюк

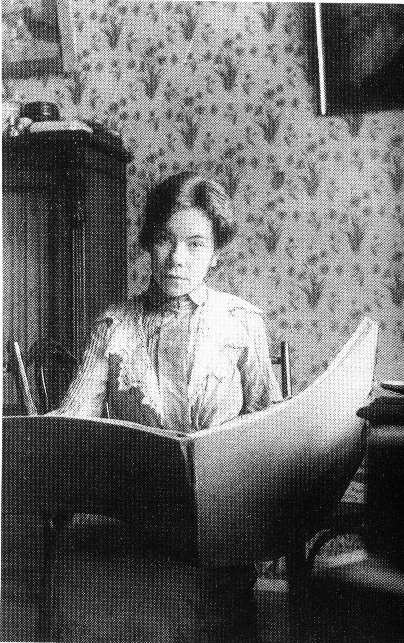
Елена Гуро

Василий Каменский

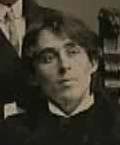
Алексей Кручёных

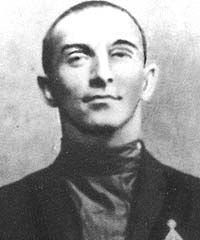
Бенедикт Лившиц

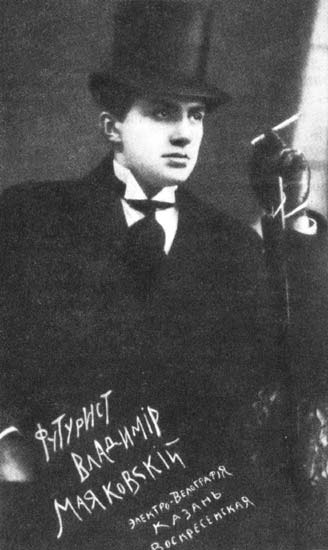
Владимир Маяковский

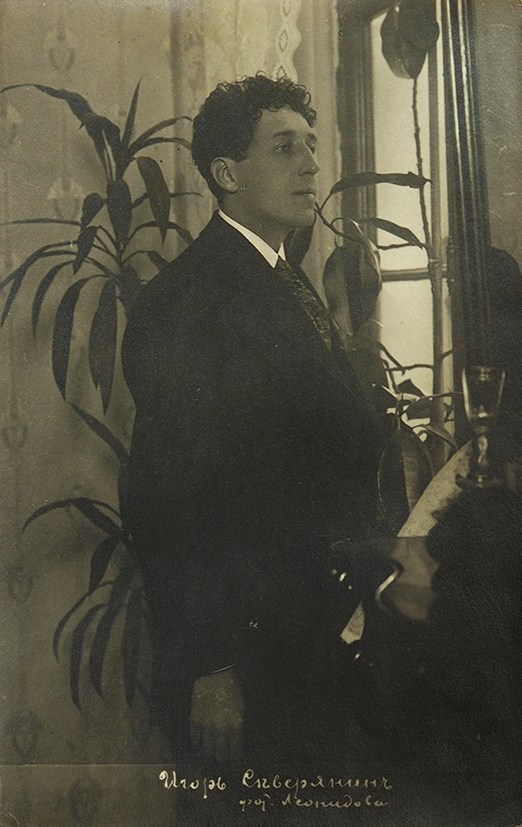
Игорь Северянин

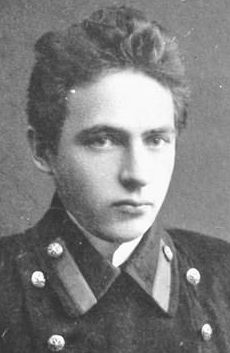
Велимир Хлебников

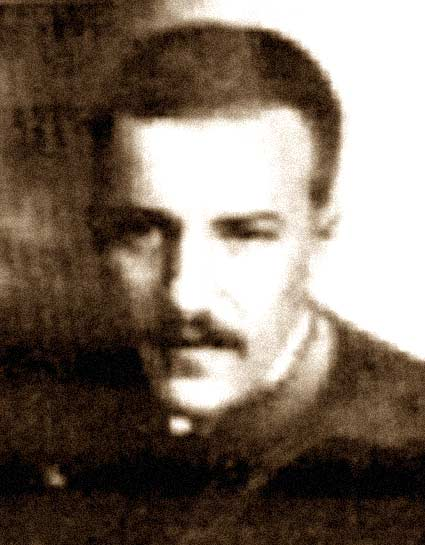
Владимир Бурлюк

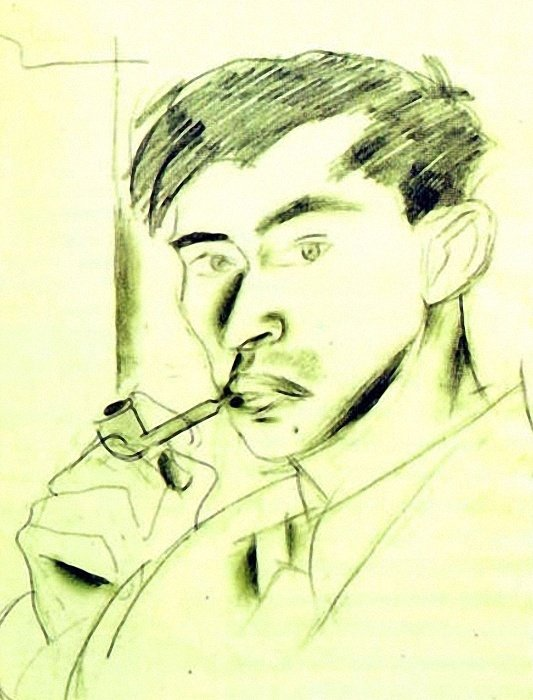
Иван Пуни

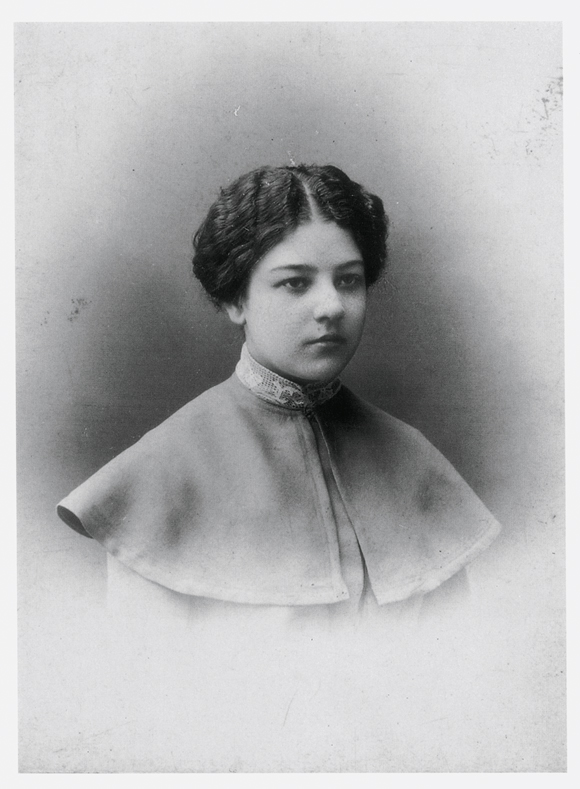
Ольга Розанова

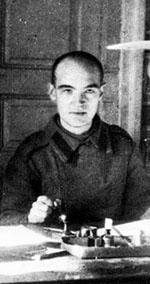
Павел Филонов

Издание открывал литературный манифест «Идите к чёрту», подписанный Давидом Бурлюком, Алексеем Кручёных, Бенедиктом Лившицем, Владимиром Маяковским, Игорем Северянином и Виктором Хлебниковым. Он был составлен на квартире Пуни и Богуславской. Николай Бурлюк отказался подписать манифест: по словам Лившица, он заявил, что нельзя даже метафорически посылать к чёрту людей, которым через час будешь пожимать руку.
Статья содержала в себе резкую критику представителей «старой» литературы, которые, по мнению авторов, стараются воспользоваться достижениями футуристов, для того чтобы достигнуть собственного успеха.
Появление Новых поэзии подействовало на еще ползающих старичков русской литературочки, как беломраморный Пушкин, танцующий танго.
Среди тех, кого атаковали в манифесте, — Корней Чуковский, Фёдор Сологуб, Валерий Брюсов (издевательски дважды названный Василием), «свора адамов с пробором» — Николай Гумилёв, Сергей Маковский, Сергей Городецкий, Владимир Пяст, а также не названные представители объединений «Мезонин поэзии» и «Петербургский глашатай». Лившиц подчёркивает: Василий — это не опечатка, а озорство: Брюсов любил своё имя, вводил в собственные стихотворения и «злоупотреблял его благозвучием».
Главным в манифесте было сообщение об объединении кубофутуристов и эгофутуристов. Период 1913—1914 годов отмечен дружественными отношениями между кубофутуристами и эгофутуристами — в частности, их лидером Игорем Северянином. Они выступали вместе и в манифесте решили заявить о единстве, а в сборник вошли стихотворения Северянина.
Сегодня мы выплевываем навязшее на наших зубах прошлое, заявляя:
1) Все футуристы объединены только нашей группой.

2) Мы отбросили наши случайные клички эго и кубо и объединились в единую литературную компанию футуристов.
Тем не менее, по словам Алексея Кручёных, решение пригласить Северянина было продиктовано целью разделить и поссорить эгофутуристов, что и удалось сделать: «Никакого серьёзного союза у нас с этим „дамским мармеладом“ и певцом отдельных кабинетов, конечно, не могло быть».

### Стихотворения
Владимир Маяковский. Стихи
- Нате! («Через час отсюда в чистый переулок…»)
- Пробиваясь кулаками («Я подошёл к зеркалу…»)

Давид Бурлюк. Доитель изнурённых жаб. Цикл стихов
- «Глубился в склепе, скрывался в башне…»
- «Луна старуха просит подаянья…»
- «Больше троп, иль пешеходов…»
- Весенняя ночь («Луна под брюхом чёрной тучи…»)
- «Иди над валом…»
- Лунный свет («Ночь была темнокудрой…»)
- «Долбя глазами вешний лёд…»
- Зимнее время («Сумерки падают звоном усталым…»)
- Ветер («Погонщик трав…»)
- «Зигзаги трусости отвали…»
- Весна («Навозная жижица…»)
- «Покинув зимние чертоги…»
- «Синий дым угаров…»
- «На площадях полночной мглою…»
- «Так и теперь костёр весенний…»
- «Мы идём за дождём…»
- Приморский порт («Река ползёт живот громадный моря…»)
- Сонет («Пламя твоих серых рук…»)
- «Солнцу светить ведь не лень…»
- Ветер («Строитель облаков…»)
- «Скобли скребком своим луна…»
- «Сними горящие доспехи…»
- Беспокойное небо («Река горизонтальна…»)
- «Они плывут к одной мете» («Ветер гудит на просторе и башнях…»)
- Театральная площадь («Грозди заката на стёклах пенснэ…»)
- Пламерукий закат держит город объятьях…
- Вечер на пароходе («Луна вонзила воды свой клинок…»)
- Зима луны («Пламя ласковой луны…»)
- «Ушёл и бросил беглый взгляд…»
- «В небе мачты ствол…»
- «Заражены черты и стены…»
- «В очах лампад дрожат надежды…»
- Улей зимы («Опять Рои кружатся пчёл…»)
- «Долбя глазами вешний лёд…»
- «Вечер на полях зелёной книги…»
- Ваза («Плыви могильщик краем урны…»)
- Осень («Поблескивает неба лоб…»)
- «В те дни когда мы говорим…»
- Незаконнорожденные («Отхожих мест зловонные заплаты…»)
- «Селена труп твой проплывёт лазури…»
- «Так на песчаной дюне…»
- Трава («Ты растворил так много окон…»)
- «Где так весел ветра вой…»
- «Часов стучит засов…»
- «Чело небес овесненной природы…»
- «У подножия тельца…»
- «Трепещите укоризны…»
- Дождь («С веток, крыш, травинок, скал…»)
- «По малиновой долине атласной…»
- «Часы толпа угрюмых старцев…»

Василий Каменский. Стихи
- Улетан («В разлетинности летайно…»)
- «Перед беременными львицами…»
- Я («Излучистая…»)
- Колыбайка («Эли и оли…»)

Бенедикт Лившиц. Пальма праведника. Стихи
- Возврат («Едва навеянный Евтерпе…»)
- Целитель («Белый лекарь, недозрелый трупик…»)
- Некролог («О тропике трепетный клоун…»)
- Исполнение («Прозрачны знои, сухи туки…»)

Николай Бурлюк. Ковчег весны. Мистерия
- Предвестия («Как после этого не молвить…»)
- Отплытие («Проходят дни невольной страсти…»)
- «Звучит печальное журчанье…»
- «На чердаке под снежной крышей…»
- «Чрез мост облезнувший и гулкий…»
- «Прижавшись к вырезке уклона…»
- «Мы ночью в поле. Луч багровый…»
- «Снискал приют под снежной кровлей…»
- «Близ зелёной травки…»
- «Вечереет. Слишком тихо…»
- «И спался день. Зарёю чёрной…»
- О"чнувшись в голубом тумане…"

Алексей Кручёных
- Охлаждение («Моих детей не узнаёте?..»)
- Памяти Елены Гуро («…Когда камни летней мостовой…»)

Елена Гуро. Стихи
- Город («Пахнет кровью и позором с бойни…»)
- «Возлюбив боль поругания…»
- «Чарн-чаллы-ай!..»

Владимир Хлебников. Стихи
- Мудрость в силке («Славка беботэу-вевять!..»)
- Дети выдры
- Ян Гус («Да, давно и я горели…»)
- Разин («Я полчищем вытравил память о смехе…»)
- Множества («Наши клятвы и обеты…»)

Стихи Игоря Северянина
- Письмо О. С. («В году значительном — в котором…»)
- Поэза возмездия («Моя вторая „Хабанера“…»)

Елачич. Тональности гласных

### Графика
В сборнике помещена 21 иллюстрация. Восемь принадлежат Владимиру Бурлюку, пять — Давиду Бурлюку, четыре (включая рисунок на обложке) — Ивану Пуни, по две — Павлу Филонову и Ольге Розановой.

## Реакция и критика
По словам Бенедикта Лившица, скандальную реакцию поэтического сообщества вызвал манифест «Идите к чёрту», который был намеренно резким и провокационным. Больше других были уязвлены Фёдор Сологуб, обидевшийся на Игоря Северянина, которому помогал в поэтической карьере, и Николай Гумилёв — его особенно задела фраза «свора адамов». Причём если Сологуб вскоре помирился с Северянином, то Гумилёв разорвал отношения с кубофутуристами.
В то же время конфликта с представителями «Мезонина поэзии» и «Петербургского глашатая» не возникло: вскоре «мезонинцы» сблизились с Давидом Бурлюком и Владимиром Маяковским: вплоть до того, что их лидеру Вадиму Шершеневичу поручили переиздание сборника «Дохлая луна» и выпуск «Первого журнала русских футуристов».
Литературовед Владимир Марков считает центральным произведением «Рыкающего Парнаса» сверхповесть Велимира Хлебникова «Дети Выдры».
Сверхповесть «Дети Выдры» — не шедевр, но при этом невероятно интересная работа. Здесь Хлебников в очередной раз демонстрирует, что пока его товарищи бунтуют против прошлого и настоящего, он с неподражаемой естественностью идёт своим путём. Хлебников совершенно не поддавался влияниям, формировавшим поэзию его современников, зато пренебрегаемые и презираемые ими традиции очень много для него значили.
Марков скептически оценивает опубликованные в сборнике стихи Давида Бурлюка, называя их единственной удачей название, предпосланное подборке, — «Доитель изнурённых жаб». Его стихам, по мнению Маркова, не хватает индивидуальности и новизны, Бурлюк с трудом скрывает символистскую и даже досимволистскую природу своей поэтики, искусственно придавая ей авангардности за счёт использования «омерзительных образов», словотворчества, опускания знаков препинания и предлогов. В то же время Марков сочувственно относится к мистерии Николая Бурлюка «Ковчег весны», обнаруживая в ней следы поэтики Райнера Марии Рильке и лирической манеры Велимира Хлебникова. Исследователь отмечает оригинальное движение поэта по ходу цикла от традиционной поэтики к сложной фактуре произведения. В приведённых в сборнике стихотворениях Василия Каменского, по мнению Маркова, заметен почти весь его поэтический арсенал: звуковые повторы, неологизмы, антиэстетическая лексика, отмеченные восточным колоритом образность и язык. Бенедикт Лившиц пишет в манере «эстетического герметизма, сочетающего чистоту формы с неясностью содержания».